# Brandemeer (De Friese Meren)
Het Brandemeer (Fries en officieel: Brandemar) is een meer in de provincie Friesland (Nederland), in de gemeente De Friese Meren. Het meer ligt ten zuiden van Sloten. Het meer is verbonden met de Groote Brekken via de Haringsloot (welke later overgaat in de Rijnsloot) en met de Ee via de Woudsloot.